# Baarsdorp

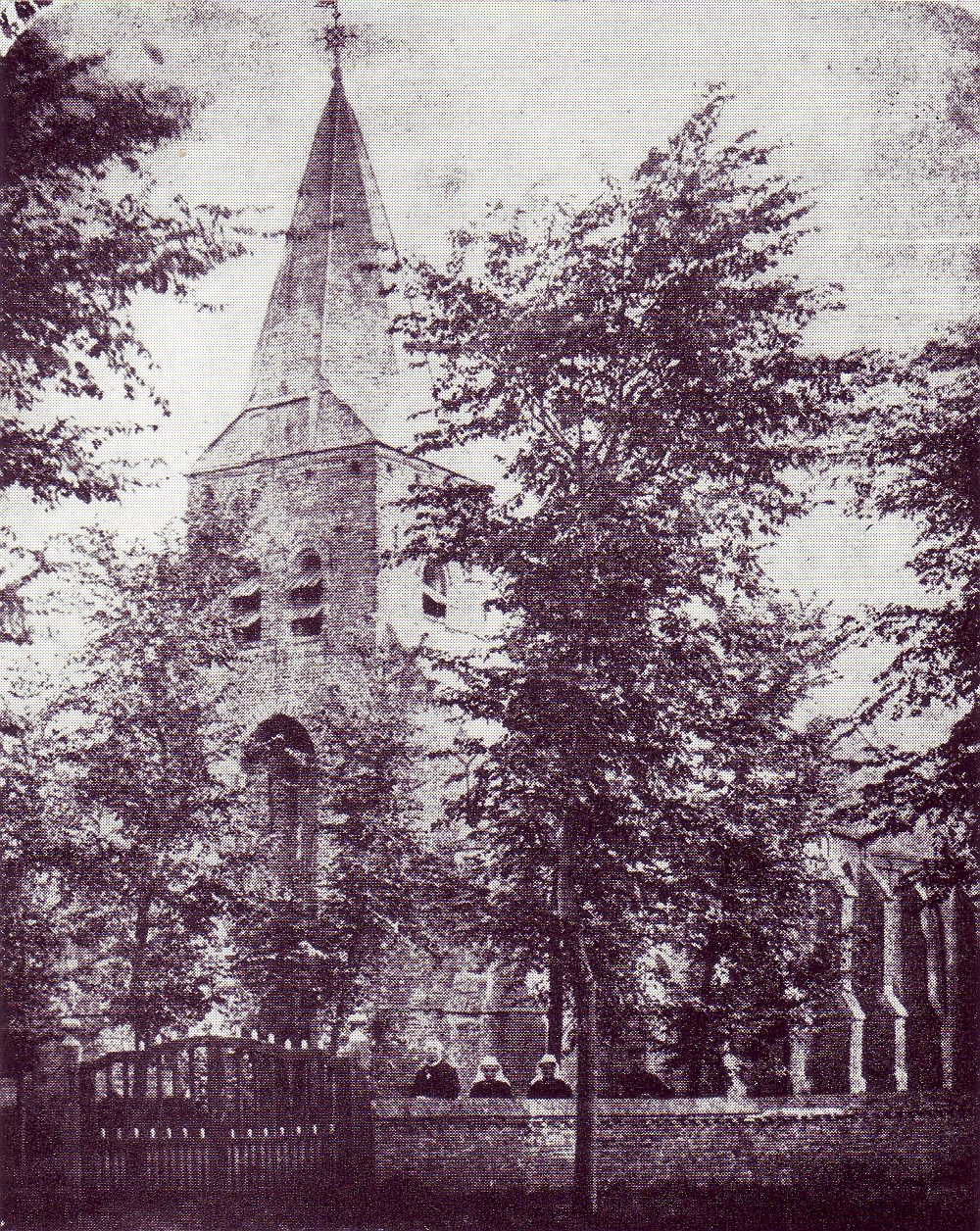
Die Kirche von Baarsdorp 1880

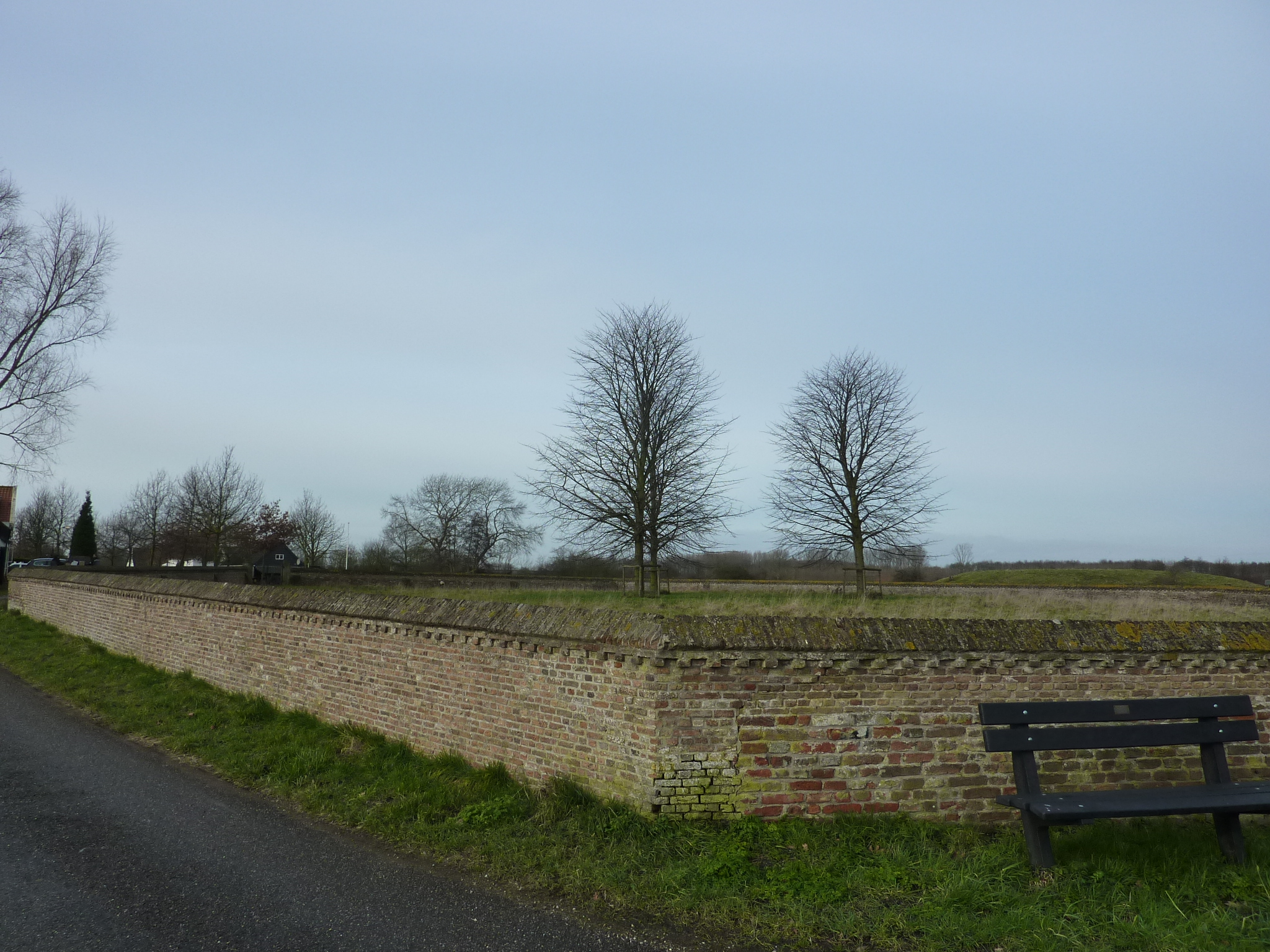
Die Mauer um den früheren Kirchhof

Baarsdorp ist ein Dorf, das heute zur Gemeinde Borsele in der niederländischen Provinz Zeeland gehört. Es befindet sich südwestlich von Goes unmittelbar südlich des Rijksweg 58.
Baarsdorp geht zurück auf ein früheres Mottenkastell, von dessen Anlage sich noch zwei Vliedberge erhalten haben. Das Kastell selber wurde im 18. Jahrhundert abgebrochen. Seit dem 15. Jahrhundert war Baarsdorp eine selbstständige Parochie als Abpfarrung der Peterskirche von ’s-Heer Arendskerke. Die gotische Kirche, die der heiligen Maria geweiht war, wurde 1880 niedergelegt. Die Kirchhofmauer blieb erhalten und wurde zuletzt im Jahr 2003 restauriert.
Gemeinsam mit Sinoutskerke bildete Baarsdorp bis 1816 eine selbstständige Gemeinde, die danach in ’s-Heer Abtskerke aufging.